# Centrolepis alepyroides
Centrolepis alepyroides là một loài thực vật có hoa trong họ Centrolepidaceae. Loài này được (Nees) Walp. mô tả khoa học đầu tiên năm 1849.